# Henryk Bielski
Pour les articles homonymes, voir Bielski.
Henryk Bielski est un réalisateur polonais né le 19 janvier 1935 à Lwów et mort le 3 mars 2025.

## Biographie
Il est membre de l'Association des cinéastes polonais (pl) et de l'ensemble de chant et de danse Mazowsze, avec lequel il s'est produit en Pologne et à l'étranger entre 1950 et 1958, il est apparu, avec d'autres membres de l'ensemble, dans le film documentaire Mazowsze sorti en 1951 et dans Przygoda na Mariensztacie sorti en 1953. Tout en travaillant pour Mazowsze, il est diplômé de l'école secondaire de musique de Varsovie et de l'école de formation professionnelle de l'ensemble national de chant et de danse Mazowsze Tadeusz Sygietyński.
Entre 1958 et 1962, il étudie à l'Institut de cinématographie (VGIK) de Moscou. Dès ses études, il commence à travailler avec les groupes cinématographiques de Varsovie, où il se révèle un excellent assistant de Stanisław Bareja sur le tournage de la comédie Mąż swojej żony.
En 1962, il assiste Jan Rybkowski sur le film Spotkanie w Bajce. Depuis lors, il est employé à plein temps par la société de production cinématographique Zespoły Filmowe, d'abord dans l'équipe Kadr, où il collabore avec Jerzy Kawalerowicz, puis dans l'équipe Iluzjon. En 1976, il réalise son premier long métrage, Hasło, une histoire sur la cupidité humaine dans le décor des montagnes Bieszczady.
Il a participé à de nombreux festivals de cinéma en Allemagne et à l'étranger, dont le Festival International du film de Tachkent (1982), le Festival International du film de Moscou (1983) et le festival de Karlovy Vary (1986). Ses films ont également été présentés aux festivals de Gdańsk et de Cracovie.
En 1975, il a reçu une médaille au festival de Volgograd.
Il a collaboré à de nombreuses productions cinématographiques, notamment Przerwany lot de Leonard Buczkowski, Faraon de Jerzy Kawalerowicz, Jarzębina czerwona d'Ewa et Czesław Petelski et Zapemaj imię swoje de Sergei Klosov.
Bien que Henryk Bielski s'intéresse principalement aux longs métrages, il a également participé à un film documentaire extrêmement important - Spotkania z Warszawą, réalisé par Jan Łomnicki en 1966.
Il a également travaillé comme metteur en scène de théâtre. Dans les années 1990, il a travaillé au théâtre de marionnettes et d'acteurs Kubuś à Kielce, où il a mis en scène, entre autres, les pièces Ja, Feuerbach d'après un drame de Tankred Dorst et Blanche-Neige d'après un conte de fées des frères Grimm.
En 2010, Henryk Bielski a été membre du jury du deuxième festival international de théâtre de marionnettes Golden Magnolia à Shanghai.

## Crédit d'auteurs
- (pl) Cet article est partiellement ou en totalité issu de l’article de Wikipédia en polonais intitulé « Henryk Bielski » (voir la liste des auteurs).